# Le Jeu de la mort
Pour les articles homonymes, voir Le Jeu de la mort (homonymie).
 (avril 2017).
Si vous disposez d'ouvrages ou d'articles de référence ou si vous connaissez des sites web de qualité traitant du thème abordé ici, merci de compléter l'article en donnant les références utiles à sa vérifiabilité et en les liant à la section « Notes et références ».
Série
Le Jeu de la mort 2
(1981)
Pour plus de détails, voir Fiche technique et Distribution.
Le Jeu de la mort (titre original : Game of Death) est un film d'arts martiaux hongkongais inachevé écrit, produit, réalisé et interprété par Bruce Lee.
Le tournage commence en août 1972 mais s'interrompt deux mois plus tard car Lee avait reçu une offre pour jouer dans Opération Dragon, le premier film de kung fu produit par un studio hollywoodien (la Warner Bros.), et avec un budget sans précédent pour le genre (850 000 $). Après son travail sur ce film, il reprend le tournage du Jeu de la mort mais meurt subitement d'un œdème cérébral avant même la sortie d'Opération Dragon. Robert Clouse, le réalisateur de ce dernier, est alors engagé pour terminer le Jeu de la mort avec les plans déjà tournés par Lee. En effet, plus de 100 minutes de scènes avaient été tournées avant sa mort, mais ont ensuite été égarées dans les archives de la Golden Harvest. Les plans restants montrent trois des combats finaux du film.
L'histoire originale de Lee est celle d'un homme rejoignant un groupe d'artistes martiaux formé pour récupérer un trésor national chinois dérobé et détenu au dernier étage d'une pagode de quatre étages en Corée du Sud, avec à chaque étage un ennemi à combattre. Le film de 1978 raconte quant à lui une histoire de vengeance, quand les triades tentent de tuer le personnage principal, qui feint sa mort et cherche à se venger de ceux qui ont essayé de le tuer. La partie finale du film utilise les plans originaux tournés par Lee, bien que la pagode soit devenue un restaurant.
Le concept original du film qui est l'ascension d'une tour avec un ennemi différent à chaque étage a eu une influence notable sur de nombreux films d'action et jeux vidéo. Le film est également connu pour la tenue iconique de Lee, jaune et rayé de noir, ainsi que pour la scène de combat avec Kareem Abdul-Jabbar, toutes deux reprises dans divers médias.

## Synopsis

### Film incomplet de 1972

Ce synopsis est incomplet car Bruce Lee avait l'idée principale de l'histoire, mais pas de scénario défini.
Hai Tien (Bruce Lee), un champion d'art martiaux invaincu et en retraite, est approché par la mafia coréenne pour prendre part à une descente sur une pagode de 5 étages censée détenir un trésor au dernier étage. Après son refus de participer, sa sœur et son jeune frère sont enlevés, ce qui l'oblige à participer à l'opération.
Lors d'un briefing à la maison du patron mafieux, Hai Tien rencontre ses 4 complices futurs, qui sont tous des experts chevronnés en arts martiaux. Le patron montre un film de reconnaissance de la zone du temple, expliquant aux complices que les armes à feu étant interdites dans le village, la pagode est gardée par des mercenaires des arts martiaux. Il y en a un par étage. Leur consigne est de progresser jusqu'en haut de la pagode en se battant pour récupérer le trésor.
Après une bagarre en extérieur face à plusieurs karatéka, Hai Tien et ses complices parviennent à entrer dans la pagode et affrontent un adversaire différent à chaque étage :
- 1er étage : Un expert du coup de pied (Wang In Sik). Un premier complice meurt.

- 2e étage : Un combattant qui mélange le Kung-Fu style mante religieuse et le Wing Chun (Taky Kimura). Un second complice meurt.

- 3e étage : Un combattant qui mélange le Karaté Kempo et l'escrime Philippine… c'est aussi un maître du nunchaku (Dan Inosanto). Hai Tien armé d'un bambou combat en donnant un cours à son adversaire, puis le tue en l'étranglant avec un nunchaku.

- 4e étage : Un maître de Hapkido (Ji Han-Jae). Après l'avoir fatigué suffisamment pour le saisir, Hai Tien lui brise le dos.

- 5e étage : Les 2 derniers complices (James Tien et Chieh Yuan) meurent face à un combattant de 2,20 m (Kareem Abdul-Jabbar) ayant un style inconnu (l'essence du Jeet kune do). Découvrant involontairement que son adversaire souffre de photosensibilité, Hai Tien s'aide de la lumière pour pouvoir le frapper et le faire tomber, puis l'achever avec un étranglement.

Après tous ces combats difficiles, Hai Tien, seul survivant, sort de la pagode épuisé.

### Film de 1978
Billy Lo, star mondiale du cinéma d'arts martiaux, refuse de travailler pour un syndicat du crime de Hong Kong dirigé par le sinistre Dr Land (Dean Jagger), malgré plusieurs avertissements donnés par Carl Miller (Robert Wall), le champion de karaté des malfaiteurs. Steiner (Hugh O'Brian) décide alors de faire supprimer Billy par le tueur de l'organisation, Stick (Mel Novak).
Au cours du tournage d'un film par Billy Lo, le tueur agit. Billy est atteint d'une balle en plein visage qui le laisse pour mort. En fait, il est toujours en vie et doit subir une opération de chirurgie esthétique qui change son apparence physique (il porte une épaisse barbe). Billy profite alors de sa « métamorphose » et du fait que le syndicat du crime le croit mort pour se venger. Il s'introduit dans la propriété du Dr Land et tente de l'étrangler mais doit rebrousser chemin après avoir repoussé plusieurs hommes de mains de « l'organisation ».
Billy décide de s'attaquer à Carl Miller à l'issue du championnat du monde de karaté au cours duquel Miller recouvre son titre, après avoir dissuadé sa fiancée Ann Morris (Colleen Camp) de tuer le Dr Land lequel assiste au championnat. Au cours d'un mémorable combat de karaté dans le vestiaire, Billy tue Miller réveillant les soupçons de Land et Steiner au sujet de sa mort supposée.
Steiner fait enlever Ann et ordonne à Jim Marshall (Gig Young) collègue de travail d'Ann et ami du couple Ann-Billy de faire dire à Billy que ce dernier doit se rendre dans un entrepôt où l'attend Stick en embuscade, entouré des motards-tueurs du syndicat. Billy neutralise tous ses ennemis et oblige Stick à lui révéler où le Dr Land réside, un restaurant de quatre étages.
À chaque étage Billy affronte un ennemi redoutable :
- Pasquale (Dan Inosanto), un champion de nunchaku.
- un champion d'hapkido (Jin Han-Jae).
- le redoutable Hakim (Kareem Abdul-Jabbar), terrifiant combattant de 2,20 m (à comparer avec les 1,70 m de Bruce Lee).
- Steiner, très habile avec sa canne qui lui sert d'épée et qui défend l'accès aux appartements personnels du Dr Land.
- Finalement Billy poursuit le Dr Land sur le toit du restaurant. Ce dernier glisse, tombe dans le vide, traverse des panneaux publicitaires électriques et se tue.

## Fiche technique

### Film incomplet de 1972
- Titre original : Game of Death
- Réalisation : Bruce Lee
- Scénario : Bruce Lee
- Chorégraphies des combats : Bruce Lee
- Production : Raymond Chow et Bruce Lee
- Sociétés de production : Concord Production Inc. et Golden Harvest
- Pays :  Hong Kong
- Durée : 40 minutes
- Genre : Kung-fu

### Film de 1978
- Réalisation : Robert Clouse
- Scénario : Robert Clouse (crédité Jan Spears)
- Chorégraphies des combats : Sammo Hung
- Musique : John Barry
- Production : Raymond Chow
- Sociétés de production : Golden Harvest
- Pays :  Hong Kong
- Durée :
  - 82 minutes (version française)
  - 100 minutes (version intégrale)
- Genre : Kung-fu
- Dates de sortie en salles : 
  -  Hong Kong : 23 mars 1978
  -  France : 23 août 1978
  -  États-Unis : 8 juin 1979
- Film interdit aux moins de 12 ans lors de sa sortie en salles en France[1]
- Affiche : Illustration Jean Mascii (France)

## Distribution

### Film incomplet de 1972
Ils ont tourné
- Bruce Lee : Hai Tien
- Danny Inosanto : le gardien du 3e étage
- Ji Han-Jae : le gardien du 4e étage
- Kareem Abdul-Jabbar : le gardien du 5e étage
- James Tien : le complice hostile
- Chieh Yuan : le complice naïf

Ils devaient tourner
- Wang In Sik : le gardien du 1er étage
- Taky Kimura : le gardien du 2e étage
- Nora Miao : la sœur de Hai Tien
- George Lazenby : un ami américain de Hai Tien
- Betty Ting Pei : une amie de Hai Tien

### Film de 1978
Légende : Doublage de 1978 (Copies René Chateau Vidéo), Redoublage de 2002 (DVD Metropolitan Films)
- Bruce Lee / Kim Tai Chung (doublure principal) / Chen Yao Po (autre doublure) / Yuen Biao (doublure acrobatie) (VF : Bernard Murat, Pierre Tessier) : Billy Lo
- Gig Young (VF : Marc Cassot, Jean-Paul Solal) : Jim Marshall
- Dean Jagger (VF : Jacques Mauclair, Pierre Baton) : Dr Land
- Colleen Camp (VF : Martine Messager, Véronique Alycia) : Ann Morris
- Hugh O'Brian (VF : Raymond Loyer, Guy Chapellier) : Steiner
- Bob Wall (VF : Serge Sauvion, Olivier Destrez) : Carl Miller
- Chuck Norris : Colt dans la scène d'ouverture
- Mel Novak (VF : Bernard Woringer) : Stick
- Danny Inosanto (VF : Philippe Ogouz) : Pasquale
- Kareem Abdul-Jabbar : Hakim
- Roy Chiao (VF : Jean-Jacques Steen, Sylvain Clément) : Henry Lo
- Russell Cawthorne (VF : Robert Bazil, Jacques Brunet) : Dr Ferguson
- Jim James (VF : Roger Lumont) : le chirurgien
- Sammo Hung : Lo Chen
- David Hu : premier homme d'affaires chinois
- Peter Gee : deuxième homme d'affaires chinois
- Eddie Lye (VF : François Leccia, Daniel Lafourcade) : le réalisateur
- Peter Nelson (VF : Claude d'Yd) : l'assistant réalisateur
- Tony Leung Chiu-wai (VF : Éric Legrand) : David, l'assistant de Jim Marshall
- Don Barry : le marin (VF : Roger Lumont, Jean-Michel Farcy) / doublure de Hakim (VF : Albert Augier)
- James Tien : Charlie Wang
- Ji Han-Jae (VF : Patrick Osmond) : le maitre de Hapkido

(N.B. : Nora Miao refusera de participer au projet de 1978.)

## Autour du film

### Film incomplet de 1972
- En s'appuyant sur les notes écrites par Bruce Lee ainsi que les témoignages de Linda Lee Cadwell, Kareem Abdul-Jabbar, Taky Kimura et Ji Han-Jae, le documentaire Bruce Lee: A Warrior's Journey explique quelle était la vraie idée de ce film, et montre le résultat du tournage effectué par Bruce Lee, 40 minutes de film le mettant en scène en compagnie de James Tien et Chieh Yuan combattant contre Dan Inosanto, Ji Han-Jae et Kareem Abdul-Jabbar. En France, ce documentaire est disponible en DVD sous différents titres : Bruce Lee : Itinéraire d'un Combattant / Bruce Lee : Le périple d'un Guerrier / Bruce Lee : L'épopée du Dragon. Cependant, un film japonais nommé "Bruce Lee in G.O.D." est sorti dans la même année que Bruce Lee: A Warrior's Journey, ce film montre des variantes sur les scènes de combat de Bruce Lee, des scènes d'où on le voit faire des mouvements différents à ceux de Warrior's Journey ou du Jeu de la Mort de Robert Clouse.

- Bruce Lee a commencé le tournage fin août 1972, puis l'interrompt fin octobre, pour se consacrer à Opération Dragon. Le Jeu de la mort devait reprendre en septembre 1973, mais Bruce Lee décédera le 20 juillet.

- La combinaison jaune et rayée de noir était un habit confortable, souple, qui permettait de bouger sans être gêné, qui montrait que le personnage n'appartenait à aucun style d'arts martiaux connu, et qui montrait aussi l'expression de ce que Bruce Lee ressentait envers les arts martiaux : « il n'est pas nécessaire de porter l'uniforme traditionnel pour être un combattant efficace ». Au fil du temps, cette combinaison jaune a servi de clin d'œil à Bruce Lee dans différents films : Kill Bill de Quentin Tarantino, Meltdown, terreur à Hong Kong avec Jet Li, Shaolin Soccer de Stephen Chow.

- Dans le film Niki Larson, Jackie Chan affronte deux géants dans la salle de cinéma d'un paquebot qui projette Le Jeu de la mort. Jackie, mis à mal par les deux hommes qu'il ne parvient pas à toucher en raison de la différence de taille, regarde alors à l'écran la scène de l'affrontement entre Bruce Lee et Kareem Abdul-Jabbar et s'inspire des techniques utilisées par Lee contre le géant pour vaincre ses adversaires.

- Bruce Lee (le chinois) affronte Kareem Abdul-Jabbar (le basketteur noir américain de 2,20 m), un clin d'œil est fait à ce combat dans le film Rush hour 3, afin d'être original le réalisateur Brett Ratner a choisi de faire une inversion : Chris Tucker (le noir américain) affronte Sun Ming Ming (le basketteur chinois de 2,36 m). Le combat est également parodié dans le film français La Tour Montparnasse infernale : Ramzy Bedia (en dépit de ses 1,93 m), portant le même maillot bleu, se retrouve face à l'un des terroristes, un chinois expert en arts martiaux et portant la même combinaison jaune.

### Film de 1978
- Le film est décliné en deux versions :

1. Version hongkongaise : 86 minutes ;
2. Version internationale : 96 minutes.

- La fin diffère selon les versions, et certaines scènes sont différentes. Par exemple dans la version hongkongaise, à la fin du film, Billy Lo est arrêté par la police, alors que dans la version internationale le film se termine directement quand le Dr Land meurt dans les fils électriques du panneau publicitaire. Par ailleurs, dans la version mandarin, le film se termine par Billy et Ann qui quittent Hong Kong en bateau après un au revoir à Jim Marshall. Autre différence, la scène où Billy Lo rend visite à son oncle et se fait agresser par les hommes du Dr Land, est remplacée dans la version hongkongaise, par une scène où Billy Lo affronte un expert en arts-martiaux payé par le Dr Land (certaines différences n'ont pas été tournées par Robert Clouse).

- Dans la version cantonaise, la scène de combat de Bruce Lee contre Ji Han-Jae n’apparaissait pas excepté sur une scène retiré de cette version : Billy Lo, déguisé en vieux observe le restaurant du Dr. Land et porte la combinaison jaune pendant qu'il discute au téléphone avec quelqu'un (probablement Jim). Par la suite, on le voit affronter Ji Han-Jae (pendant le combat, il y a une partie retirée). Cette scène est supposée se passer après que Billy Lo ait vu le Dr. Land quitter le restaurant avec ses hommes de main.

- De son vivant, Bruce Lee a tourné environ 100 minutes de rushes (ce qui inclut les scènes ratées, et celles où Bruce Lee était juste derrière la caméra), et il a également tourné uniquement avec la combinaison jaune. Quand il ne la porte pas, ce sont juste des plans tirés de ses films précédents. Robert Clouse utilisera à peine 15 minutes (10 minutes exactement, et 4 minutes de plans d'autres films) du travail effectué par Bruce Lee, principalement pour le final au restaurant : pour les combats contre Dan Inosanto, Ji Han-Jae et Kareem Abdul Jabbar. Quand la doublure affronte Hugh O'Brian, puis découvre Dean Jagger, il y a des petits plans par ci par là (à la base, ces plans devaient servir pour les 3 combats précédents). Il y a aussi beaucoup plus tôt dans le film, une scène où Bruce Lee n’apparaît pas, le court combat entre Kareem Abdul Jabbar et James Tien. Toutefois, ces plans insérés n'échappent pas au fait de causer quelques faux raccords. Notons par exemple les différences de paire de baskets que porte Billy Lo selon les interprètes (Bruce Lee portent une paire de la marque ASICS tandis que sa doublure porte des Adidas) ou encore, au moment où Billy Lo affronte Steiner, un gros plan montre Bruce Lee esquiver le coup de pied donné par une jambe nue (alors que Steiner porte un pantalon), celle-ci appartenant en fait à Kareem Abdul-Jabbar.

- Les scènes où l'on voit les funérailles de Billy sont en fait un montage avec les scènes des vraies funérailles de Bruce Lee.

- Le scénario du film a été écrit par Robert Clouse (sous le pseudonyme de Jan Spears), qui a alimenté certaines rumeurs concernant la mort de Bruce Lee, selon lesquelles il aurait été tué par des triades.

- Kim Tai Chung a servi de doublure principale, il a fait des scènes parlantes et pour les bagarres il a fait les coups "simples". En revanche, les coups difficiles, les acrobaties et autres cascades spectaculaires ont été effectués par 2 autres doublures dont les noms sont inconnus (la rumeur que Yuen Biao est l'un d'eux revient régulièrement). Un certain Chen Yao Po était la deuxième doublure pour les scènes parlantes, il se distingue par une bouche plus fine et porte constamment des lunettes noires, sauf dans la scène ou Billy se passe de la pommade devant le miroir[2].

- C'est le dernier film dans lequel Gig Young apparaît. Le comédien a mis fin à ses jours, 7 mois après la sortie en salles, après avoir tué sa cinquième épouse.

- La musique du film, qui est à la fois le générique du début et le thème récurrent des combats, est composée par John Barry, qui a également composé les musiques de plusieurs James Bond. Cela peut être associé au fait que l'acteur australien George Lazenby, qui a joué le rôle de l'espion britannique, devait être présent dans le film.

- Bien que Billy Lo soit incarné par une doublure de Bruce Lee la plupart du temps, le doublage français est tout de même assuré par le même comédien : Bernard Murat (pour la version René Château de 1978) puis Pierre Tessier (pour la version intégrale de 2002).

- Le combat entre Billy Lo et Hakim comporte une petite incohérence : À un moment donné, Billy perce la tapisserie en reculant, éblouissant ainsi Hakim avec de la lumière équivalente à une lumière du jour. Or l'action se passe la nuit. En fait, cette scène faisant partie du film de 1972 était censée se passer le jour.

- Pendant le combat entre Billy Lo et Hakim, un plan a été répété deux fois.

- La première version française distribuée par René Chateau s'est vue raccourcie en amputant des scènes comme les montages avec le visage de Bruce Lee et quelques scènes importantes :
  - Lorsque Billy Lo rejoint Ann au studio d'enregistrement, le producteur signale qu'il y a encore une chanson à enregistrer. Ann lui répond en plaisantant qu'il la dérange dans sa vie privée.
  - Lors des funérailles de Billy, Ann s'évanouit sur le trottoir en repartant.
  - Alors qu'elle est hospitalisée dans une maison de repos, Ann reçoit la visite du Dr Land et de Steiner. Ceux-ci lui proposent leurs services mais, les soupçonnant d'être les principaux commanditaires du meurtre de Billy, Ann les repoussent. Peu après dans la voiture, le docteur est scandalisé.
  - Lorsque Billy s'échappe de la résidence après avoir tenté de tuer le Dr Land, Carl Miller continue de le poursuivre dans les rues avant de perdre finalement sa trace.
  - Peu après sa conversation téléphonique avec Jim concernant l'enlèvement d'Ann, Billy retire ses lunettes et se regarde dans le miroir en appliquant de la pommade sur le visage (Kim Tai Chung masquant exprès sa bouche pour éviter au mieux l'imposture).
  - Lorsque Billy demande à Stick, après l'avoir battu à mort, où se trouve le Dr Land, celui-ci lui répond que le vieil homme réside dans un restaurant puis succombe; (cette scène est quand même présente, dans la toute première édition VHS, distribuée par René Chateau Vidéo en 1981; puis supprimée dans les éditions VHS suivantes).
  - Lorsque Billy se retrouve face au maître de Hapkido, au deuxième étage, celui-ci prononce une prière d'encouragement.
  - Atteignant le dernier étage, Billy aperçoit le Dr Land assis à son bureau, sans connaissance et les poignets ouverts. En l'observant de près, Billy découvre que ce n'est qu'un mannequin de cire, le vrai docteur tentant de s'échapper par le toit.

- Comme pour The Big Boss, La Fureur de vaincre et La Fureur du dragon, le film aura un nouveau doublage pour les nouvelles éditions DVD et Blu-Ray, en version intégrale.

- Chuck Norris était à l'origine pressenti pour jouer le rôle de Steiner, mais l'acteur, ayant décidé de ne plus jouer de rôles de méchant, refusa catégoriquement, c'est finalement Hugh O'Brian qui obtient le rôle.
- Avec la création de l'IA (Intelligence Artificielle), un film pourrait être réalisé , plus proche du scénario de 1972.

## Suite du film
- Une suite du Jeu de la mort fut réalisée quelques années plus tard. Le Jeu de la mort 2 (Si wang ta) est un film hongkongais réalisé par Ng See-Yuen, produit par Raymond Chow et sorti en 1981. Tourné huit ans après la mort de Bruce Lee, le film compte à nouveau Kim Tai Chung dans le rôle principal. Seuls de très courts extraits avec Bruce Lee (principalement des rushes inutilisés d'Opération Dragon) complètent le film pour faire croire qu'il y joue.